# Wilhelm Kempff
Wilhelm Walter Friedrich Kempff (25 de Novembro, 1895 — 23 de Maio, 1991) foi um  pianista e compositor alemão. 
Especialmente conhecido por suas interpretações de música de Ludwig van Beethoven e Franz Schubert, de quem gravou sonatas completas.
Kempff nasceu em Jüterbog, Brandemburgo. Cresceu nas proximidades de Potsdam, onde seu pai era diretor de música e organista na Igreja St. Nicolai.

## Gravações
- Beethoven: Piano Sonatas Nos. 1, 12, 19, e 20 (Deutsche Grammophon 1965)[2]
- Schubert: Piano Sonatas Completas (Gravações feitas em 1965,'67,'68,'70)